# Thilo Kehrer
Jan Thilo Kehrer (Německá výslovnost: [ˈtiːlo ˈkeːʁɐ]; *21. září 1996 Tübingen) je německý profesionální fotbalista burundského původu, který hraje na pozici středního obránce ve francouzském klubu AS Monaco FC a v německém národním týmu.

## Klubová kariéra

### Schalke
Kehrer je odchovancem Schalke 04. V Bundeslize debutoval 6. února 2016 proti VfL Wolfsburg při vítězství 3:0. Svůj první gól v klubu vstřelil 1. dubna 2017 v domácím zápase Revierderby proti Borussii Dortmund, když vyrovnal při remíze 1:1.
5. května 2018 skóroval dvakrát v zápase proti Augsburgu, a pomohl Schalke zajistit si druhé místo v Bundeslize pro sezónu 2017/18 a Ligu mistrů UEFA pro sezónu 2018/19.

### Paris Saint-Germain
Dne 16. srpna 2018 přestoupil Kehrer do francouzského Paris Saint-Germain za 37 milionů euro.

#### Sezóna 2019/20
Dne 7. dubna 2019 Kehrer vstřelil svůj první gól v novém klubu v ligovém zápase proti Štrasburku, který skončil remízou 2:2. 4. února 2020 vstřelil svůj druhý gól v klubu při ligové výhře 1:2 proti Nantes. 24. července 2020 ve finále Coupe de France utrpěl Kehrer zranění a byl vystřídán Colinem Dagbou. PSG vyhrálo zápas 1:0.

#### Sezóna 2020/21
Dne 7. listopadu 2020 se Kehrer zranil v zápase proti Rennes. Kvůli zranění hamstringu měl zmeškat tři až čtyři měsíce. Uzdravil se nicméně rychleji, než se očekávalo, a na hřiště se vrátil 2. prosince jako náhradník při výhře 3:1 proti Manchesteru United ve skupinové fázi Ligy mistrů.

### West Ham United FC
Dne 17. srpna 2022 přestoupil za sumu €12m do takzvaných Kladivářů. Ve vydařené sezóně 2022/2023 odehrál celkem 38 zápasů a pomohl získat mistrovský titul EKL. V lednu 2024 odešel za €500k na hostování do Monaka.

### AS Monaco FC
5. ledna 2024 odešel na hostování s možností koupě do konce sezóny.

## Reprezentační kariéra
Kehrer byl poprvé povolán do reprezentace Německa 29. srpna 2018 na utkání Ligy národů UEFA 2018/19 proti Francii a na přátelské utkání proti Peru.

## Statistiky

### Klubové
K 10. dubnu 2021
| Klub                | Sezóna  | Liga       | Liga   | Liga | Pohár  | Pohár | Evropské poháry | Evropské poháry | Ostatní | Ostatní | Celkem | Celkem |
| Klub                | Sezóna  | Liga       | Zápasy | Góly | Zápasy | Góly  | Zápasy          | Góly            | Zápasy  | Góly    | Zápasy | Góly   |
| ------------------- | ------- | ---------- | ------ | ---- | ------ | ----- | --------------- | --------------- | ------- | ------- | ------ | ------ |
| Schalke 04          | 2015/16 | Bundesliga | 1      | 0    | 0      | 0     | 0               | 0               | —       | —       | 1      | 0      |
| Schalke 04          | 2016/17 | Bundesliga | 16     | 1    | 1      | 0     | 8               | 0               | —       | —       | 25     | 1      |
| Schalke 04          | 2017/18 | Bundesliga | 28     | 3    | 5      | 0     | —               | —               | —       | —       | 33     | 3      |
| Schalke 04          | Celkem  | Celkem     | 45     | 4    | 6      | 0     | 8               | 0               | —       | —       | 59     | 4      |
| Paris Saint-Germain | 2018/19 | Ligue 1    | 27     | 1    | 5      | 0     | 7               | 0               | 1       | 0       | 40     | 1      |
| Paris Saint-Germain | 2019/20 | Ligue 1    | 7      | 1    | 5      | 0     | 5               | 0               | 4       | 0       | 21     | 1      |
| Paris Saint-Germain | 2020/21 | Ligue 1    | 20     | 0    | 2      | 0     | 5               | 0               | 0       | 0       | 27     | 0      |
| Paris Saint-Germain | Celkem  | Celkem     | 54     | 2    | 12     | 0     | 17              | 0               | 5       | 0       | 88     | 2      |
| Celkem              | Celkem  | Celkem     | 99     | 6    | 18     | 0     | 25              | 0               | 5       | 0       | 147    | 6      |

### Reprezentační
K 6. září 2020
| Německo | Německo | Německo |
| Rok     | Zápasy  | Góly    |
| ------- | ------- | ------- |
| 2018    | 4       | 0       |
| 2019    | 3       | 0       |
| 2020    | 2       | 0       |
| Celkem  | 9       | 0       |

## Ocenění

### Klubové

#### Paris Saint-Germain
- Ligue 1: 2018/19,[12] 2019/20[13]
- Coupe de France: 2019/20;[14] 2018/19 (druhé místo)[15]
- Coupe de la Ligue: 2019/20
- Trophée des champions: 2019[16]
- Liga mistrů UEFA: 2019/20 (druhé místo)

### Reprezentační

#### Německo U21
- Mistrovství Evropy do 21 let: 2017[17]